# Rundfunkstaatsvertrag

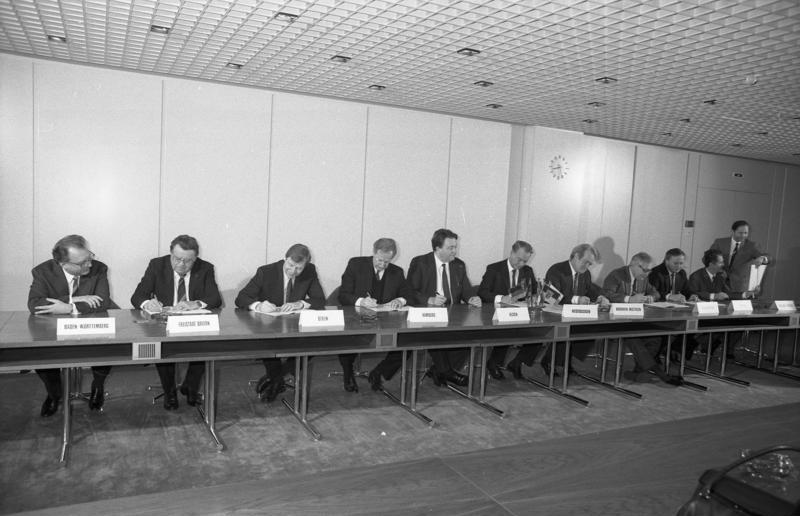
Unterzeichnung des Staatsvertrages zur Neuordnung des Rundfunkwesens im Bundesrat am 3. April 1987

Der Staatsvertrag für Rundfunk und Telemedien, kurz Rundfunkstaatsvertrag oder RStV, war im Recht der Bundesrepublik Deutschland ein Verwaltungsabkommen zwischen allen 16 deutschen Bundesländern, der bundeseinheitliche Regelungen für das Rundfunkrecht schuf. Der Rundfunkstaatsvertrag wurde zuletzt mit Wirkung zum 1. Mai 2019 angepasst. Entgegen der Bezeichnung handelt es sich nach der Rechtsprechung des Bundesverwaltungsgerichts nicht um einen Staatsvertrag, sondern um ein bloßes Verwaltungsabkommen. Zum 7. November 2020 wurde er durch den Medienstaatsvertrag abgelöst.
Neben dem eigentlichen Rundfunkstaatsvertrag umfasste das Rundfunkrecht unter anderem den ARD-Staatsvertrag, den ZDF-Staatsvertrag, den Deutschlandradio-Staatsvertrag, den Rundfunkbeitragsstaatsvertrag und den Rundfunkfinanzierungsstaatsvertrag. Zu den ab März 2007 im Rundfunkstaatsvertrag ebenso geregelten Telemedien enthält z. B. das Telemediengesetz (TMG) des Bundes weitere Regelungen. Der Jugendmedienschutz ist seit April 2003 nicht mehr im Rundfunkstaatsvertrag, sondern im Jugendmedienschutz-Staatsvertrag der Länder geregelt.

## Regelungsgebiete
Inhalte waren unter anderem:
- das duale Rundfunksystem (Koexistenz von öffentlich-rechtlichem und privatem Rundfunk)
- Auftragsdefinition für den öffentlich-rechtlichen Rundfunk
- die Dauer und Form der Rundfunkwerbung (Fernseh- und Radiowerbung)
- das Recht auf Kurzberichterstattung
- die Überwachung der Medienkonzentration
- die Einführung und Nutzung von analogen und digitalen Übertragungsverfahren
(zum Beispiel von DAB, DVB-T und weiteren Verfahren, zum Beispiel digitalem Rundfunk)
- Vorschriften zu inhaltlich geprägten Telemedien (in Ablösung des Staatsvertrags über Mediendienste)
- Einteilung der Sender in die mit Vollprogramm und die mit Spartenprogramm

Der Rundfunkstaatsvertrag regelte in § 2 Abs. 1 unter anderem auch den Begriff des Rundfunks: „Rundfunk ist ein linearer Informations- und Kommunikationsdienst; er ist die für die Allgemeinheit und zum gleichzeitigen Empfang bestimmte Veranstaltung und Verbreitung von Angeboten in Bewegtbild oder Ton entlang eines Sendeplans unter Benutzung elektromagnetischer Schwingungen. Der Begriff schließt Angebote ein, die verschlüsselt verbreitet werden oder gegen besonderes Entgelt empfangbar sind.“ Diese Definition schließt also sowohl drahtlose wie drahtgebundene Übertragung ein und auch die Übertragung durch paketorientierte Medien wie das Internet, wobei es bei letzterem unerheblich ist, ob die Rundfunkstreams individuell abgerufen und durch einzelne IP-Pakete zum Empfänger übertragen werden, oder ob sie via Multicast an viele IPs zugleich übertragen werden. Relevant ist lediglich, dass die Inhalte nicht wie die normaler Webseiten zu jedem beliebigen Zeitpunkt abgerufen werden können, sondern nur gleichzeitig mit ihrer Verbreitung.
In den Bundesländern wurde der Rundfunkstaatsvertrag durch die Länderparlamente als Zustimmungsgesetz im Landesrecht umgesetzt.

## Geschichte

### Rundfunkstaatsverträge 1987 und 1991
Das duale Rundfunksystem wurde erstmals durch den Staatsvertrag zur Neuordnung des Rundfunkwesens der Länder vom 3. April 1987 gesetzlich ausgestaltet. Nachfolgeregelung ist der Staatsvertrag über den Rundfunk im vereinten Deutschland von 1991.

### 1. bis 9. Rundfunkänderungsstaatsvertrag
Der Staatsvertrag über den Rundfunk im vereinten Deutschland wurde von 1994 bis 2007 neunmal geändert. Durch den Neunten Rundfunkänderungsstaatsvertrag wurde er mit Wirkung vom März 2007 in Staatsvertrag für Rundfunk und Telemedien (RStV) umbenannt. Seitdem enthält der RStV neben den Regelungen zur Rundfunkveranstaltung auch Vorschriften zu inhaltlichen Anforderungen an Telemedien. Vorgängerregelungen dazu fanden sich im früheren Mediendienste-Staatsvertrag (MDStV) der Länder.

### 10. Rundfunkänderungsstaatsvertrag
Mit dem Zehnten Rundfunkänderungsstaatsvertrag wurde eine Kommission für Zulassung und Aufsicht (ZAK) gebildet. Damit ist erstmals im deutschen Medienrecht eine zentrale Zulassung für bundesweite private Rundfunkveranstalter vorgesehen und das Zulassungsrecht der Länder vereinheitlicht.
Für Anbieter digitaler Plattformen wurde eine Anzeigepflicht eingeführt, die die Aufsicht durch die ZAK ermöglichen soll. Es sind Regelungen nunmehr für alle drahtgebundenen und drahtlosen Plattformen vorhanden, einschließlich neuer drahtgebundener Plattformen (wie IPTV) und auch neuer terrestrische Plattformen (wie Mobiles Fernsehen in den Standards DVB-H und DMB). Ausgenommen sind Plattformen in offenen Netzen, soweit dort über keine marktbeherrschende Stellung verfügt wird (zum Beispiel Internet, UMTS).
Auch der Rundfunkgebührenstaatsvertrag wurde geändert, insbesondere der Nachweis bei Rundfunkgebührenbefreiungen und die Verwendung von Datenbeständen über die Rundfunkteilnehmer durch die Landesrundfunkanstalt.

### 11. Rundfunkänderungsstaatsvertrag
Der Elfte Rundfunkänderungsstaatsvertrag wurde von den Regierungschefs der Länder am 12. Juni 2008 unterzeichnet und trat zum 1. Januar 2009 in Kraft. Er betrifft insbesondere die Höhe der Rundfunkgebühr im Rundfunkfinanzierungsstaatsvertrag und Weiterfinanzierung der Jugendschutzeinrichtung „jugendschutz.net GmbH“ im Jugendmedienschutz-Staatsvertrag.

### 12. Rundfunkänderungsstaatsvertrag
Mit dem am 1. Juni 2009 in Kraft getretenen Rundfunkstaatsvertrag in der Fassung des Zwölften Rundfunkänderungsstaatsvertrages wurden verschiedene Änderungen für die öffentlich-rechtlichen Rundfunkanstalten eingeführt. Herauszuheben sind die neuen Regelungen in § 11d RStV, die sich mit der Zulässigkeit der Angebote der Anstalten im Internet beschäftigen. Rundfunkrechtlich dürfen die Rundfunkanstalten danach ihre Programme und Begleitinformationen nach der Sendung in der Regel nach sieben Tagen nicht mehr zum Abruf bereitstellen (siehe auch Depublizieren). Darüber hinausgehende Angebote sind länger zulässig, wenn sie in ein sogenanntes Telemedienkonzept der Rundfunkanstalt aufgenommen sind und den neu eingeführten Drei-Stufen-Test absolviert haben (§ 11f Abs. 4 RStV). Presseähnliche Angebote der öffentlich-rechtlichen Sender ohne Sendungsbezug sind ebenso unzulässig wie das Anbieten von angekauften Spielfilmen. In einer Anlage zum Staatsvertrag werden weitere Angebote konkret verboten (Negativliste); dies sind zum Beispiel: Anzeigenportale, Partnerbörsen, Routenplaner.
Der zweite wesentliche Änderungsbereich betrifft die wirtschaftliche Betätigung der öffentlich-rechtlichen Rundfunkanstalten. Hier geht es insbesondere um die Sicherstellung von marktkonformem Verhalten (Transparenzanforderungen), vgl. §§ 16a ff. RStV

### 13. Rundfunkänderungsstaatsvertrag
Am 30. Oktober 2009 hat die Konferenz der Ministerpräsidenten der Länder den 13. Rundfunkänderungsstaatsvertrag beschlossen. Nach Ratifizierung durch die Landesparlamente ist er am 1. April 2010 in Kraft getreten. Schwerpunkte der Neuregelungen betreffen Werbung und Produktplatzierung in Sendungen der öffentlich-rechtlichen Rundfunkanstalten und der privaten Rundfunkveranstalter, die fortan teilweise zulässig sind.

### 14. Rundfunkänderungsstaatsvertrag (überwiegend ratifiziert, aber nicht in Kraft getreten)
Am 10. Juni 2010 beschloss die Ministerpräsidentenkonferenz der Länder (MPK) den 14. Rundfunkänderungsstaatsvertrag. Nach Ratifizierung durch die Landesparlamente sollte er am 1. Januar 2011 in Kraft treten. Als erster Rundfunkänderungsstaatsvertrag wurde er im Nordrhein-Westfälischen Landtag am 16. Dezember 2010 abgelehnt. Damit ist die Änderung nicht in Kraft getreten. Er sollte hauptsächlich den Jugendmedienschutz-Staatsvertrag insofern ändern, dass ein Regelwerk im Umgang mit sogenannten Entwicklungsbeeinträchtigenden Angeboten eingeführt wird. Dieses sollte den Jugendschutz im Internet regeln.

### 15. Rundfunkänderungsstaatsvertrag
Die Unterzeichnung des 15. Rundfunkänderungsstaatsvertrages fand vom 15. bis 21. Dezember 2010 statt. Nachdem der Vertrag von allen Ländern ratifiziert worden war, trat der Hauptteil der Änderungen am 1. Januar 2013 in Kraft. Durch die Änderungen wird ein Paradigmenwechsel in der Rundfunkfinanzierung vollzogen. Durch die sog. Haushaltsabgabe, eine Gebühr, die nicht mehr pro Gerät, sondern pro Haushalt und Betriebsstätte erhoben wird, soll dieses neue Finanzierungsmodell den Aufwand für die Datenerhebung und die Kontrolle durch die Beauftragten der Gebühreneinzugszentrale (GEZ) entfallen lassen. Der bisherige Rundfunkgebührenstaatsvertrag wird aufgehoben und ein neuer Rundfunkbeitragsstaatsvertrag wird eingeführt, festgelegt im Art. 1 des 15. RÄStV. Weitere Änderungen wurden im Bereich des Sponsorings von Sendungen des öffentlich-rechtlichen Rundfunks vorgenommen. Die umstrittenen Änderungen im Zuge des 14. RÄStV, die letztlich nicht ratifiziert wurden, fanden im 15. RÄStV keinen Niederschlag mehr.

### 16. Rundfunkänderungsstaatsvertrag
Der 16. Rundfunkänderungsstaatsvertrag trat überwiegend am 1. April 2015 in Kraft. Sein Artikel 1 Nr. 3 tritt am 1. Januar 2017 in Kraft.

### 19. Rundfunkänderungsstaatsvertrag
Kernpunkte im 19. Rundfunkänderungsstaatsvertrag, den die Ministerpräsidenten am 3. Dezember 2015 unterzeichnet haben, sind die Beauftragung eines online-basierten Jugendangebots von ARD und ZDF, neue Regelungen zum Jugendmedienschutz sowie Nachbesserungen beim Rundfunkbeitragssystem. Nach Ratifizierung durch die Landesparlamente traten Artikel 1, 2, 3 und 5 des Änderungsstaatsvertrags zum 1. Oktober 2016 in Kraft. Die Neuregelungen im Rundfunkbeitragsstaatsvertrag (Artikel 4) wurden zum 1. Januar 2017 rechtswirksam.

### 20. Rundfunkänderungsstaatsvertrag
Der 20. Änderungsstaatsvertrag ist in Kraft getreten am 1. September 2017, die darin enthaltene Änderung des Rundfunkfinanzierungsstaatsvertrages bereits zum 1. Januar 2017.

### 21. Rundfunkänderungsstaatsvertrag
Der 21. Rundfunkänderungsstaatsvertrag umfasst u. a. Anpassungen, die vor dem Hintergrund der Datenschutz-Grundverordnung vorgenommen wurden, insbesondere aufgrund der ausdrücklichen Vorgabe in Artikel 85 Absatz 2 DSGVO zum Medienprivileg. Um das Recht auf den Schutz personenbezogener Daten mit dem Recht auf freie Meinungsäußerung und der Informationsfreiheit in Einklang zu bringen, wurden insbesondere die §§ 9c, 57 RStV geändert. Sie schränken den Auskunftsanspruch einer Person über die über sie gespeicherten Daten gem. Art. 15 DSGVO aus Gründen des Journalisten-, Quellen- und Rechercheschutzes ein. Ebenso enthalten die Pressegesetze der einzelnen Bundesländer vergleichbare Ausnahmen.

### 22. Rundfunkänderungsstaatsvertrag
Der 22. Rundfunkänderungsstaatsvertrag ist nach Ratifizierung in allen 16 Landesparlamenten am 1. Mai 2019 in Kraft getreten. Kern der Novelle ist die Neuregelung des seit 2009 geltenden Telemedienauftrags des öffentlich-rechtlichen Rundfunks. Die Online-Angebote von ARD, ZDF und Deutschlandradio sollen „von ihrer Anmutung her“ den Schwerpunkt auf Bewegtbild und Ton setzen, um sich von den Angeboten der Presseverlage zu unterscheiden (Verbot der Presseähnlichkeit). Andererseits erhalten die öffentlich-rechtlichen Sender mehr Spielraum bei Online-Abrufen, etwa was die Dauer der Zurverfügungstellung angeht.